# رافائيلا إيدلباور
رافائيلا إيدلباور (مواليد 1990 في فيينا)، هي كاتبة روائية نمساوية ،درست فنون اللغة في كلية الفنون التطبيقية، كما درست الفلسفة بجامعة فيينا، وفي عام 2017م حصلت على منحة من صندوق الأدب الألماني مدةَ عام، وشاركت عام 2018م في جائزة باخمان وفازت بجائزة الجمهور، كما أُدرجت روايتها "الأرض المائعة" ضمن القائمة القصيرة لجائزة الكتاب النمساوي وجائزة الكتاب الألماني عام 2019م، وفازت روايتها "ديف" بجائزة الكتاب النمساوي عام 2021.

## من مؤلفاتها المترجمة للعربية
- رواية: «الأرض المائعة».[5]

## وصلات خارجية
- الموقع الرسمي: www.raphaelaedelbauer.com